# Uparlac
Uparlac (en francès Huparlac) és un municipi francès situat al departament de l'Avairon i a la regió d'Occitània. Està situat entre els municipis de La Guiòla, Sent Amanç i Sainte-Geneviève-sur-Argence.

## Demografia
| 1962                                       | 1968 | 1975 | 1982 | 1990 | 1999 | 2006 |
| ------------------------------------------ | ---- | ---- | ---- | ---- | ---- | ---- |
| 400                                        | 390  | 350  | 325  | 280  | 240  | 244  |
| Des de 1962: població sense dobles comptes |      |      |      |      |      |      |

## Administració
| Període | Identitat             | Partit        |
| ------- | --------------------- | ------------- |
| 2001-   | Jean-Louis Chayrigues | Divers droite |